# Agrotis eremioides
Agrotis eremioides är en fjärilsart som beskrevs av Edward Meyrick 1900. Agrotis eremioides ingår i släktet Agrotis och familjen nattflyn. Inga underarter finns listade i Catalogue of Life.